# Герб Вильнюса
Герб Ви́льнюса (лит. Vilniaus herbas) — городской герб Вильнюса. В червлёном (алом) поле Святой Христофор (Кристофор), переходящий по воде и несущий на плече младенца Иисуса. В большом гербе щитодержателями являются две женские фигуры, с правой стороны (левой относительно зрителя) с фасциями ликторов, с левой — с весами и якорем. Венчает герб лавровый венок, перевитый жёлтой, красной и зелёной лентами. Девиз герба: Unitas, Justitia, Spes (Единство, Справедливость, Надежда).

## История
Герб был введён в 1330 году, через 7 лет после основания города. По версии, распространённой в популярных изданиях и восходящей к мистификации историка Теодора Нарбута, на гербе до XIV века изображался сказочный герой Алцис, который переносил через реку свою жену Янтерите; затем якобы герб был переосмыслен в христианском духе.
В период вхождения города в состав Российской империи герб города был заменён Погоней — прежним гербом Великого княжества Литовского. Он представлял собой изображение в красном поле всадника в латах, скачущего на белом коне. В правой руке всадника поднятая вверх сабля, а левая держит серебряный щит с золотым восьмиконечным крестом. В качестве герба города Вильны герб был введён в 1845 году. Высочайше утверждённый в 1878 году герб изображал: 

в червлёном щите, на серебряном коне, покрытом червленым трёхконечным с золотой каймой ковром, скачущего всадника, с мечом и щитом, на котором прикреплен восьмиконечный червленый крест.

Исторический герб был восстановлен в 1990 году. Современный герб был утверждён 17 апреля 1991 года Верховным Советом Литвы. На флаге Вильнюса в центре расположен герб города.

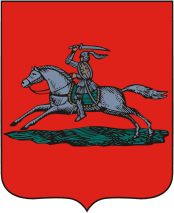
Герб Вильны 1845 года
Официальный герб 1878 года
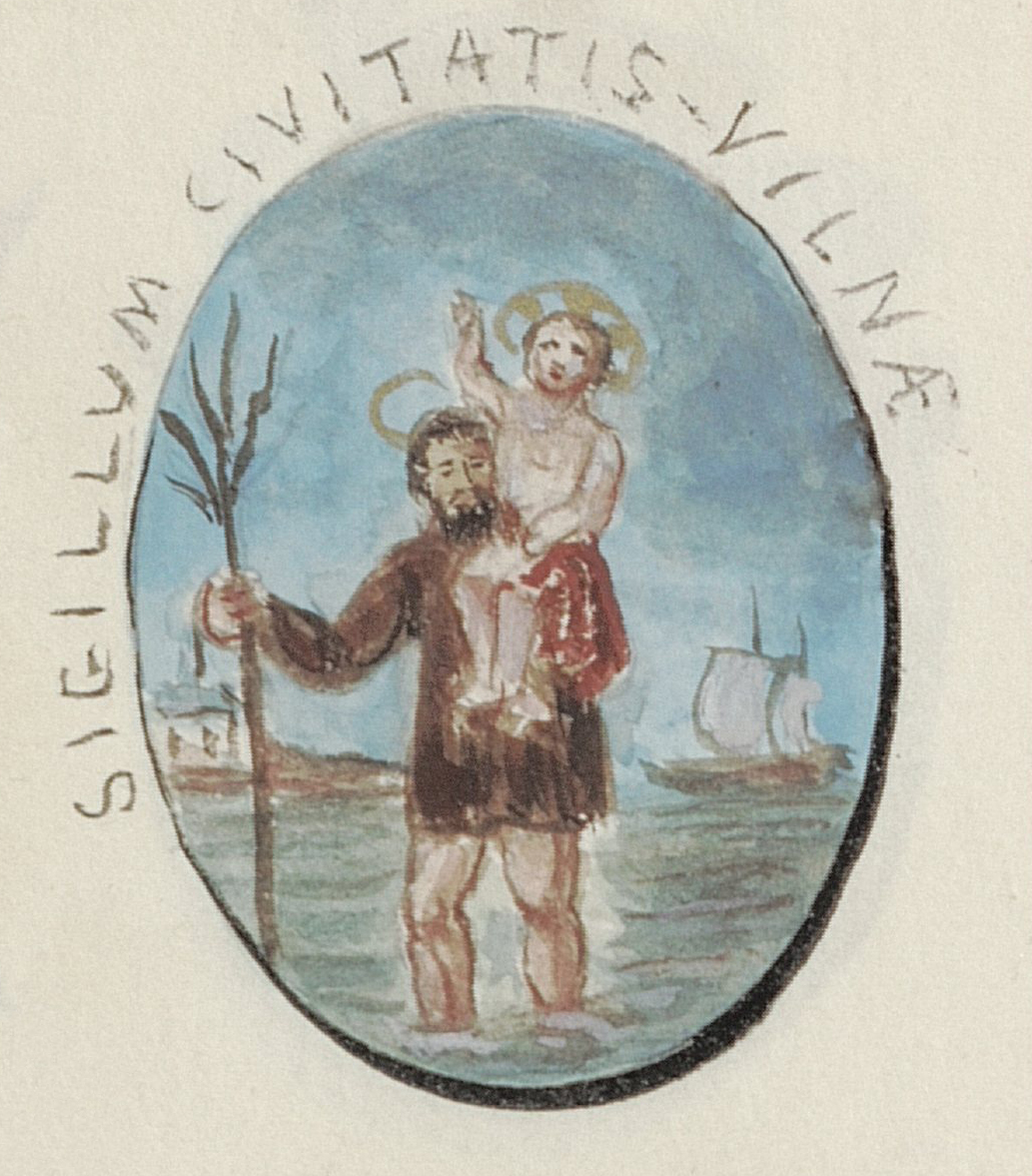
Из польского гербовника 1875 года
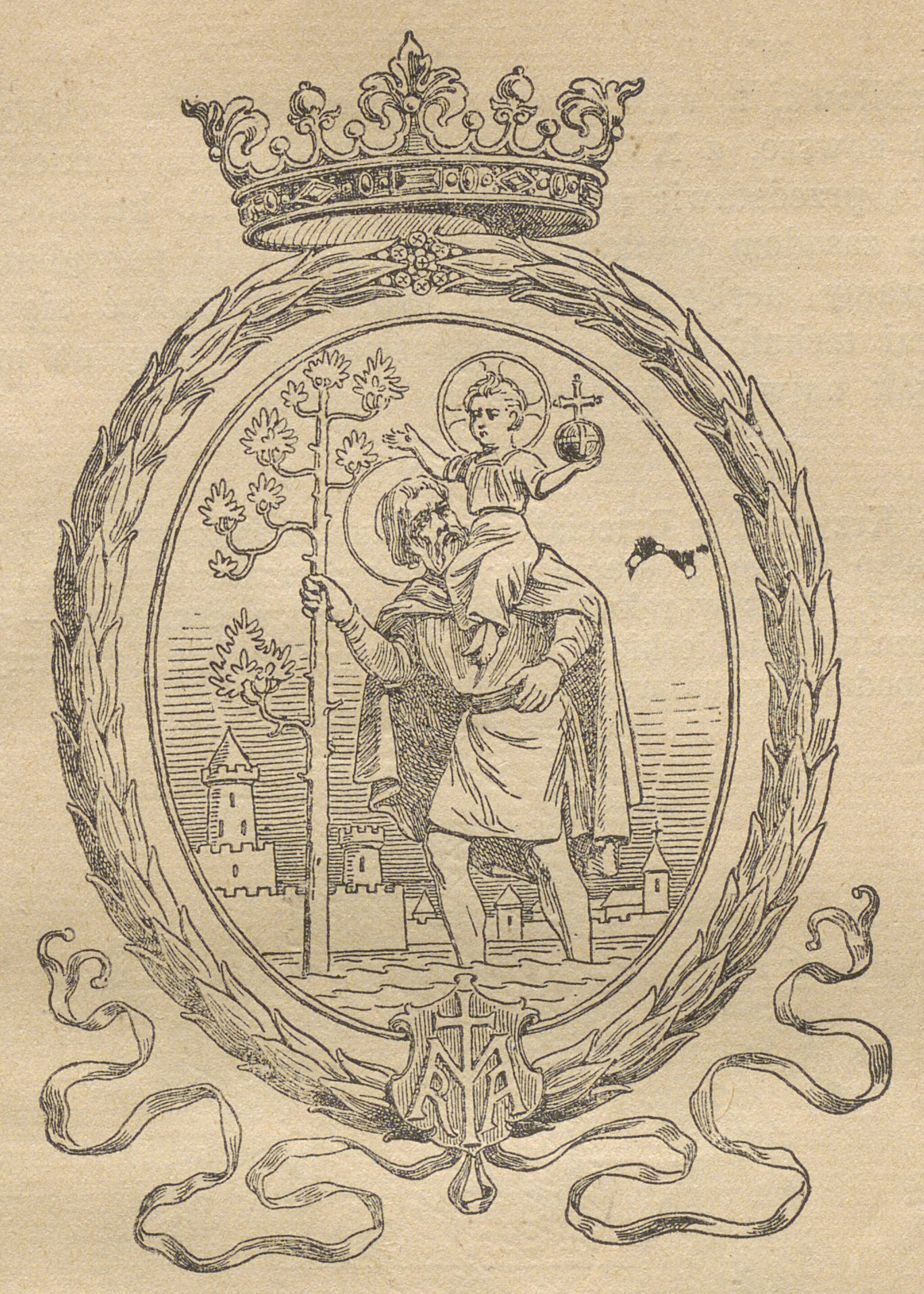
Рисунок Тадеуша Дмоховского, 1910 г.
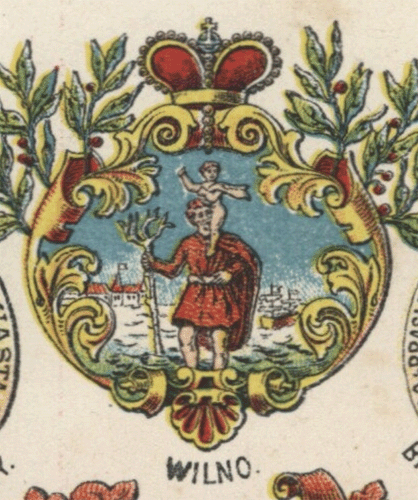
Герб с польской открытки, 1920 г.
Логотип Вильнюса, 2022 г.